# SimCity
SimCity er et populært computerspil inden for genren af økonomiske simulationsspil, hvor man skal overtage rollen som borgmester og opbygge en by. Det var til at starte med et værktøj til at lave spil med. 
Spillet er oprindeligt designet til Commodore 64 af Will Wright i 1985, men blev ikke udgivet før fire år senere. Senere blev det en del af virksomheden Maxis, som blev opkøbt af EA Games. Det handler herefter om at vækste og vedligeholde byen, forbedre borgernes levevilkår, undgå katastrofer og selvfølgelig holde borgmesterens (dig) popularitet blandt borgerne i top. 
Spillet er udviklet af Maxis, der også står bag The Sims.

## Efterfølger og pakker
- SimCity
- SimCity 2000
- SimCity 64
- SimCity 3000
- SimCity 4
- SimCity 4: Rush Hour
- SimCity DS
- SimCity Societies
- SimCity Societies: Destinations
- SimCity DS 2
- SimCity Creator
- SimCity 2000 Special Edition
- SimCity 3000 Unlimited
- SimCity 4 Deluxe Edition
- The SimCity Box
- SimCity Classic
- Simcity Deluxe Iphone
- Simcity Iphone
- SimCity SNES
- SimCity 64
- Lincity
- Sim City: The Card Game
- SimCity (2013) Arkiveret 3. juli 2014 hos  Wayback Machine
- SimCity - Cities of Tomorrow (Fremtidsbyer) Arkiveret 19. august 2014 hos  Wayback Machine

## Links
- SimCity.com Arkiveret 18. august 2014 hos  Wayback Machine
- SimCity Central Arkiveret 25. februar 2020 hos  Wayback Machine
- Download Sim City 2000 Arkiveret 6. september 2013 hos  Wayback Machine